# Список дипломатических и консульских представительств в Туркменистане

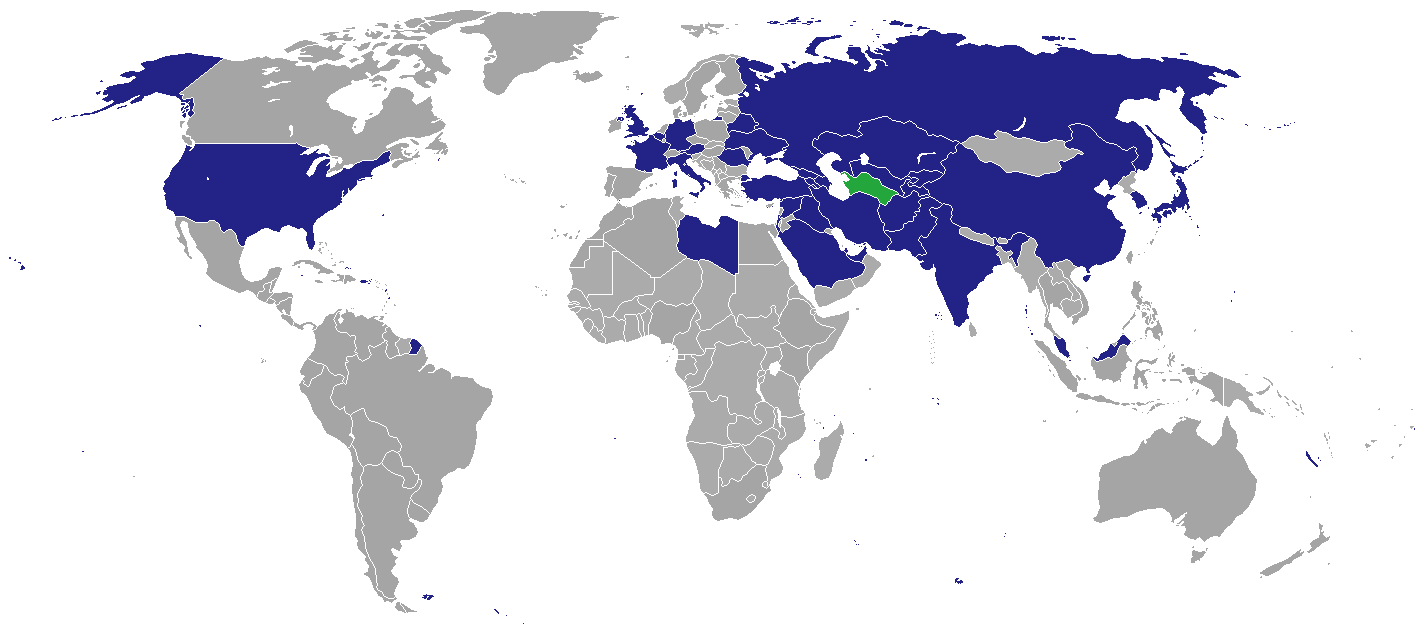
Карта

Туркменистан установил и поддерживает международные дипломатические отношения со 125 государствами мира. В данном списке представлена информация о дипломатических представительствах иностранных государств в Туркменистане. В столице Туркменистана располагаются посольства 30 международно признанных государств. 28 из 30 дипломатических представительств являются посольствами, одно — нунциатурой и одно — бюро экономического сотрудничества, а также представительства пятнадцати международных организаций.

## Дипломатические представительства вАшхабаде
| Государство           | Вид дипломатического представительства                   | Глава                            | Адрес                                                                      | Официальный сайт                                                             |
| --------------------- | -------------------------------------------------------- | -------------------------------- | -------------------------------------------------------------------------- | ---------------------------------------------------------------------------- |
| Афганистан            | Посольство Афганистана                                   | Файзал Сабир Мухаммад            | Проспект Гарашсызлык, д.4/4                                                | —                                                                            |
| Армения               | Посольство Армении                                       | Авакян, Арсен Гагикович          | ул. Кокандская, д.20                                                       | Посольство Армении                                                           |
| Азербайджан           | Посольство Азербайджана                                  | Газалов Гисмет Физули оглу       | ул. Просвещения, д.44                                                      | Посольство Азербайджана                                                      |
| Беларусь              | Посольство Республики Беларусь                           | Бескостый, Вячеслав Васильевич   | ул. Кипчак, д.55                                                           | Посольство Республики Беларусь                                               |
| Великобритания        | Посольство Великобритании                                | Стивен Конлон                    | Отель «Ак Алтын», 3-й этаж                                                 | Посольство Великобритании                                                    |
| Германия              | Посольство Германии                                      | Бернд Хайнсе                     | Отель «Ак Алтын», офис 101-108                                             | Посольство Германии                                                          |
| Грузия                | Посольство Грузии                                        | Сабиашвили, Константин           | ул. Азади, д.139a                                                          | Посольство Грузии                                                            |
| Китай                 | Посольство Китая                                         | Сянь Найчэн                      | Проспект Арчабиль, отель «Кувват»                                          | Посольство Китая                                                             |
| Кыргызстан            | Посольство Кыргызстана                                   | Мадмаров Азизбек                 | Проспект Гарашсызлык, д.17                                                 | Посольство Кыргызстана                                                       |
| Казахстан             | Посольство Казахстана                                    | Ногаев Нурлан                    | Проспект Гарашсызлык, д.11,13,15                                           | Посольство Казахстана                                                        |
| Катар                 | Посольство Катара                                        | Хамад Рашид аль-Азби             | Проспект А.Ниязова, д.85                                                   | —                                                                            |
| Республика Корея      | Посольство Республики Корея                              | Джи Кю-Тек                       | ул. Азади, д.17а                                                           | Посольство Республики Корея                                                  |
| Италия                | Посольство Италии                                        | Луиджи Феррари                   | Проспект Арчабиль, д.54, ком.601 («Президент» отель)                       | Посольство Италии                                                            |
| Израиль               | Посольство Государства Израиль                           | Исмаил Халди                     | ул. «10 ýyl Abadançylyk» д.60, Торговый Центр «Пайтагт» блок «А», 3-й этаж | —                                                                            |
| Иран                  | Посольство Ирана                                         | Али Моджтаба Рузбехани           | ул. Тегеранская, д.3                                                       | —                                                                            |
| Иран                  | Генеральное консульство ИРИ в г.Мары                     | Абдольмаджид Камджу              | ул. Ата Копек Мерген, д.40                                                 | —                                                                            |
| Индия                 | Посольство Индии                                         | Мадхумита Хазарика Бхагат        | ул. Юнуса Эмре, д.1 (Международный бизнес-центр)                           | Посольство Индии                                                             |
| Ливия                 | Бюро экономического сотрудничества Ливии в Туркменистане | Махмуд А. М. Хасан               | Проспект Гарашсызлык, д.9                                                  | —                                                                            |
| Малайзия              | Посольство Малайзии                                      | Мохд Сухайми бин Ахмад Таджуддин | Проспект Арчабиль, д.54, комната 601 («Президент» отель)                   | Посольство Малайзии                                                          |
| Государство Палестина | Посольство Палестины                                     | Хоссейн Али Мустафа Гханнам      | отель "Ак Алтын"                                                           | —                                                                            |
| ОАЭ                   | Посольство ОАЭ                                           | Ахмад аль-Хай аль-Хамели         | Проспект Арчабиль, д.41/1                                                  | —                                                                            |
| Пакистан              | Посольство Пакистана                                     | Ахсан Ваган                      | Проспект Гарашсызлык, д.4/1                                                | Посольство Пакистана                                                         |
| Россия                | Посольство Российской Федерации                          | Иван Кириллович Волынкин         | Проспект Сапармурата Туркменбаши, д.11                                     | Посольство России                                                            |
| Румыния               | Посольство Румынии                                       | Ион Навал                        | ул. Косяева, д.122                                                         | Посольство Румынии                                                           |
| Ватикан               | Апостольская Нунциатура                                  | Анджей Мадей                     | ул. Гёроглы, д.20a                                                         | Апостольская Нунциатура Архивная копия от 12 февраля 2011 на Wayback Machine |
| Таджикистан           | Посольство Таджикистана                                  | Ниятбекзода, Вафо Алибек         | Проспект Гарашсызлык, д.4/2                                                | Посольство Таджикистана                                                      |
| Турция                | Посольство Турции                                        | Ахмет Демирок                    | ул. Шевченко, д.9                                                          | Посольство Турции                                                            |
| США                   | Посольство США                                           | Элизабет Руд                     | ул. 1984 (Пушкина), д.9                                                    | Посольство США                                                               |
| Саудовская Аравия     | Посольство Саудовской Аравии                             | Саид Усман Ахмад Суид            | ул. Юнуса Эмре, д.1 (Международный бизнес-центр)                           | Посольство Саудовской Аравии                                                 |
| Украина               | Посольство Украины                                       | Виктор Майко                     | ул. Азади, д.49                                                            | Посольство Украины                                                           |
| Узбекистан            | Посольство Узбекистана                                   | Назаров, Уктам Аззамкулович      | ул. Гёроглы, д.50a                                                         | —                                                                            |
| Франция               | Посольство Франции                                       | Филипп Мерлен                    | ул. 2029 (Эсгерлер), д.35                                                  | Посольство Франции                                                           |
| Япония                | Посольство Японии                                        | Сасаки Хироси                    | ул. «10 ýyl Abadançylyk», д.60, Торговый центр «Пайтагт», 10 этаж          | Посольство Японии                                                            |

## Генеральные консульства в других городах
- Иран (Мары)
- Россия (Туркменбаши)

## Представительство
| Субъект           | Тип                                                                | Руководитель                  |
| ----------------- | ------------------------------------------------------------------ | ----------------------------- |
| Татарстан, Россия | Полномочное представительство Республики Татарстан в Туркменистане | Галиев Хайдар Мухаметбакиевич |

## Аккредитованные посольства
- Аргентина (Москва)[2]
- Австралия (Москва)[3]
- Австрия (Баку)[4]
- Алжир[5]
- Бельгия (Анкара)[6]
- Босния и Герцеговина (Тегеран)[7]
- Канада (Анкара)[8]
- Хорватия (Анкара)[9]
- Куба (Баку)[10]
- Чехия (Ташкент)[11]
- Эстония (Астана)[12]
- Дания (Москва)[13]
- Финляндия (Хельсинки)[14]
- Гана[15]
- Венгрия (Тегеран)[16]
- Исландия (Москва)[17]
- Индонезия (Тегеран)[18]
- Ирландия (Москва)[19]
- Латвия (Ташкент)[20]
- Литва (Баку)[21]
- Мексика (Анкара)[22]
- Норвегия (Астана)[23]
- Португалия (Анкарa)[24]
- Польша (Баку)
- Сербия (Москва)[25]
- Словакия (Ташкент)[26]
- Словения (Москва)[27]
- ЮАР (Астана)[28]
- Испания (Москва)[29]
- Шри-Ланка (Тегеран)[30]
- Швеция (Стокгольм)[31]
- Швейцария (Баку)[32]

## См.также
- Список дипломатических миссий Туркменистана
- Внешняя политика Туркменистана